# Feynman-Punkt

Die ersten 1000 Nachkommastellen von Pi enthalten viele doppelte Vorkommen derselben Ziffer (gelb) sowie ein paar dreifache Vorkommen derselben Ziffer (grün). Das frühe Vorkommen eines Sextupels (rot), der Feynman-Punkt, ist eine auffällige Unregelmäßigkeit.

Der Feynman-Punkt ist in der Dezimaldarstellung der Kreiszahl π (pi) die Nachkommastelle, wo ab der 762. Ziffer eine sechsfache Wiederholung der Ziffer 9 auftritt.

## Geschichte
Der Name geht auf eine Anekdote zurück, nach der der Physiker Richard Feynman sagte, er wolle die Stellen von Pi bis zu diesem Punkt auswendig lernen, um das Aufsagen dann mit „neun neun neun neun neun neun und so weiter“ zu beenden, den Eindruck erweckend, danach kämen nur noch Neunen.
Ob diese Idee wirklich von Feynman stammt, ist allerdings unklar; sie kommt in keinem seiner Bücher und in keiner seiner Biographien vor, auch Feynman-Biograph James Gleick kennt sie nicht.
Die früheste bekannte Erwähnung der Idee, Pi bis zu den sechs Neunen aufzusagen, findet sich in Douglas Hofstadters Buch Metamagicum (1985), in dem Hofstadter schreibt:

„Als irrer Schüler habe ich einmal 380 Ziffern von π auswendig gelernt. In meinem unbefriedigten Ehrgeiz wollte ich jenen Punkt erreichen – in der Dezimalausbreitung die 762. Stelle – wo es mit 999999 weitergeht, so daß ich die π-Konstante laut hätte aufsagen können, bis ich zu diesen sechs Neunern gekommen wäre, um dann mit einem verschmitzten ‚und so weiter‘ aufhören zu können.“

## Weitere Statistiken
Es wurde die (bisher unbewiesene) Vermutung aufgestellt, dass π (Pi) eine normale Zahl sei. Die Wahrscheinlichkeit, dass für eine gegebene zufällig gewählte normale Zahl eine bestimmte sechsstellige Ziffernfolge bereits so früh in der Dezimaldarstellung auftritt, ist normalerweise nur 0,08 % (oder, noch genauer, 0,0762 %). Wenn in der Folge Wiederholungen vorkommen (wie beispielsweise bei 123123 oder 999999), ist die Wahrscheinlichkeit geringer. Die Wahrscheinlichkeit für sechs aufeinanderfolgende Neunen zu diesem frühen Punkt ist etwa 10 % weniger, oder 0,0686 %.
Die Wahrscheinlichkeit, dass sich in den ersten 762 Ziffern eine beliebige Ziffer sechsmal wiederholt, ist zehnmal so groß, also 0,686 %. Man könnte allerdings die Frage stellen, warum es um eine Wiederholung von genau sechs Ziffern geht. Die Wahrscheinlichkeit dafür, in den ersten drei Ziffern dreimal die gleiche zu finden, oder in den ersten zehn Ziffern viermal die gleiche oder in den ersten 100 Ziffern fünfmal die gleiche und so weiter beträgt jeweils rund 1 %.
In der Dezimaldarstellung von π sind die nächsten sechs aufeinanderfolgenden identischen Ziffern wieder Neunen, beginnend mit der Position 193.034. Die dritte 6er-Sequenz fängt mit der Zahl 8 an Stelle 222.299 an, und die Ziffer 0 wiederholt sich ab Position 1.699.927 sechsmal. Eine Folge von neun Sechsen taucht an der Position 45.681.781 auf, und eine Folge von neun Neunen beginnt bei Position 564.665.206, die nächste bei 640.787.391.
Der Feynman-Punkt ist zugleich der Punkt, nach dem das erste Mal auch vier und fünf gleiche Ziffern aufeinanderfolgen. Die nächste Stelle vor vier gleichen aufeinanderfolgenden Ziffern liegt vor der 7 auf Position 1.589 in der Folge der Nachkommastellen der Zahl π. Die Positionen, an denen die Ziffer 9 jeweils zum ersten Mal einfach, zweifach ... neunfach vorkommt, sind 5, 45, 764, 765, 766, 767, 1.722.782, 36.356.649 und 564.665.214 in Folge A048940 in OEIS.